# Sewerny (Kaliningrad, Prawdinsk)
Sewerny (russisch Северный, deutsch Mulk, lit. Severnas) ist ein Ort in der russischen Oblast Kaliningrad (Gebiet Königsberg (Preußen)) und gehört zur Mosyrskoje selskoje posselenije (Landgemeinde Mosyr (Klein Gnie)) im Rajon Prawdinsk (Kreis Friedland (Ostpr.)).

## Geschichte
Sewerny an der Aschwöne (Swine, russisch: Putilowka) liegt 22 Kilometer nordöstlich der einstigen Kreisstadt Schelesnodoroschny (Gerdauen) und 40 Kilometer östlich der jetzigen Rajonshauptstadt Prawdinsk (Friedland (Ostpr.)). Durch den Ort verläuft die russische Fernstraße R 508, hier im Abschnitt von Korolenkowo (Oschkin, 1938–1945 Oschern) nach Mosyr (Klein Gnie).
Bis 2001 war Mosyr die nächste Bahnstation an der Bahnstrecke Toruń–Tschernjachowsk (Thorn–Insterburg), die im Abschnitt auf russischem Staatsgebiet außer Betrieb gesetzt worden ist.
Das einstige Dorf Mulk gehörte 1874 zu den vier Gemeinden bzw. Gutsbezirken, die den neuerrichteten Amtsbezirk Schönwiese (russisch: Simowskoje) bildeten, der 1934 in den „Amtsbezirk Wesselowen“ und 1938 in „Amtsbezirk Wesselau“ umfunktioniert bzw. umbenannt wurde. Er gehörte bis 1945 zum Landkreis Gerdauen im Regierungsbezirk Königsberg der preußischen Provinz Ostpreußen.
Im Jahre 1910 lebten 88 Einwohner in Mulk.
Am 30. September 1928 gab die Landgemeinde Mulk ihre Selbständigkeit auf und schloss sich mit den Landgemeinden Hedwigsfelde (russisch: Golowkino) und Wesselowen sowie dem Gutsbezirk Schönwiese (Simowskoje) zur neuen Landgemeinde Wesselowen (1938–1945 Wesselau, russisch: Puschkinskoje) zusammen.
Im Jahre 1945 kam Mulk mit dem nördlichen Ostpreußen zur Sowjetunion und wurde 1950 in „Sewerny“ umbenannt. Das Dorf war bis 2009 war in den Mosyrski sowjet (Dorfsowjet Mosyr (Klein Gnie)) in der seit 1991/92 russischen Oblast Kaliningrad eingegliedert. Seither ist Sewerny aufgrund einer Struktur- und Verwaltungsreform eine als „Siedlung“ eingestufte Ortschaft innerhalb der Mosyrskoje selskoje posselenije (Landgemeinde Mosyr).

## Kirche
Bis 1945 gehörte die überwiegend evangelische Bevölkerung Mulks zum Kirchspiel Klein Gnie (Mosyr) innerhalb des Kirchenkreises Gerdauen (russisch: Schelesnodoroschny) in der Kirchenprovinz Ostpreußen der Kirche der Altpreußischen Union. Letzter deutscher Geistlicher war Pfarrer Ernst Lappoehn.
Heute liegt Sewerny im Einzugsbereich der Kirchenregion Tschernjachowsk (Insterburg), die in den 1990er Jahren entstand und zur ebenfalls neugebildeten Propstei Kaliningrad in der Evangelisch-Lutherischen Kirche Europäisches Russland gehört.